# Sainte-Anne-sur-Vilaine
Sainte-Anne-sur-Vilaine é uma comuna francesa na região administrativa da Bretanha, no departamento Ille-et-Vilaine. Estende-se por uma área de 28,35 km². Em 2010 a comuna tinha 1 042 habitantes (densidade: 36,8 hab./km²).